# Paral·lel 59° sud
El paral·lel 59° sud és una línia de latitud que es troba a 59 graus sud de la línia equatorial terrestre. Travessa l'oceà Atlàntic, l'Oceà Índic, l'Oceà Pacífic i Amèrica del Sud.
En aquesta latitud el sol és visible durant 18 hores, 30 minuts durant el solstici d'hivern i 6 hores, 10 minuts durant el solstici d'estiu.

## Geografia
En el sistema geodèsic WGS84, al nivell de 59° de latitud sud, un grau de longitud equival a 57,475 km; la longitud total del paral·lel és de 20.691 km, que és aproximadament 52,0% de la de l'equador, del que es troba a 6.543 km i a 3.489 km del pol Sud

## Arreu del món
A partir del Meridià de Greenwich i cap a l'est, el paral·lel 59° sud passa per: 
| Coordenades                              | País. Territori o mar                    | Notes                                  |
| ---------------------------------------- | ---------------------------------------- | -------------------------------------- |
| 59° 0′ S, 0° 0′ E / 59.000°S,0.000°E     | Oceà Atlàntic                            |                                        |
| 59° 0′ S, 20° 0′ E / 59.000°S,20.000°E   | Oceà Índic                               |                                        |
| 59° 0′ S, 147° 0′ E / 59.000°S,147.000°E | Oceà Pacífic                             |                                        |
| 59° 0′ S, 67° 16′ O / 59.000°S,67.267°O  | Oceà Atlàntic                            |                                        |
| 59° 0′ S, 26° 37′ O / 59.000°S,26.617°O  | Illes Geòrgia del Sud i Sandwich del Sud | Illa Bristol (reclamada per Argentina) |
| 59° 0′ S, 26° 35′ O / 59.000°S,26.583°O  | Oceà Atlàntic                            |                                        |